# Élections législatives partielles au cours de la XIIIe législature de la Cinquième République française

Treize élections législatives partielles ont lieu durant la XIIIe législature de l'Assemblée nationale sous la Cinquième République.

## Liste
| #  | Dates de l’élection          | Circonscription        | Député élu lors des élections législatives de 2007 | Parti | Parti | Député élu ou réélu lors des élections législatives partielles | Parti | Parti     | Raison                                                                      |
| -- | ---------------------------- | ---------------------- | -------------------------------------------------- | ----- | ----- | -------------------------------------------------------------- | ----- | --------- | --------------------------------------------------------------------------- |
| 1  | 9 et 16 décembre 2007        | 8e du Val-d'Oise       | Dominique Strauss-Kahn                             |       | PS    | François Pupponi                                               |       | PS        | Démission (nommé directeur général du FMI)                                  |
| 2  | 27 janvier et 3 février 2008 | 12e des Hauts-de-Seine | Philippe Pemezec                                   |       | UMP   | Jean-Pierre Schosteck                                          |       | UMP       | Déclaré inéligible, l'élection est invalidée par le conseil constitutionnel |
| 3  | 27 janvier et 3 février 2008 | 1re d'Eure-et-Loir     | Jean-Pierre Gorges                                 |       | UMP   | Françoise Vallet                                               |       | PS        | Invalidation par le conseil constitutionnel                                 |
| 4  | 6 et 13 avril 2008           | 5e de la Vendée        | Joël Sarlot                                        |       | DVD   | Dominique Souchet                                              |       | MPF       | Déclaré inéligible, l'élection est invalidée par le conseil constitutionnel |
| 5  | 18 et 25 mai 2008            | 5e des Alpes-Maritimes | Charles Ange Ginésy                                |       | UMP   | Christian Estrosi                                              |       | UMP       | Démission du suppléant de Christian Estrosi (au gouvernement)               |
| 6  | 25 mai et 1er juin 2008      | 11e du Rhône           | Georges Fenech                                     |       | UMP   | Raymond Durand                                                 |       | NC        | Déclaré inéligible, l'élection est invalidée par le conseil constitutionnel |
| 7  | 7 et 14 septembre 2008       | 1re d'Eure-et-Loir     | Françoise Vallet                                   |       | PS    | Jean-Pierre Gorges                                             |       | UMP       | Déclaré inéligible, l'élection est invalidée par le conseil constitutionnel |
| 8  | 23 et 30 novembre 2008       | 8e de la Gironde       | Marie-Hélène des Esgaulx                           |       | UMP   | François Deluga                                                |       | PS        | Démission (élue sénatrice)                                                  |
| 9  | 7 et 14 décembre 2008        | 1re de la Marne        | Renaud Dutreil                                     |       | UMP   | Arnaud Robinet                                                 |       | UMP       | Démission (devenu président de la filiale américaine de LVMH)               |
| 10 | 20 et 27 septembre 2009      | 10e des Yvelines       | Jean-Frédéric Poisson                              |       | UMP   | Jean-Frédéric Poisson                                          |       | UMP       | Suppléant de Christine Boutin (au gouvernement), elle renonce à siéger      |
| 11 | 11 et 18 octobre 2009        | 12e des Yvelines       | Jacques Masdeu-Arus                                |       | UMP   | David Douillet                                                 |       | UMP       | Déchu par le conseil constitutionnel                                        |
| 12 | 30 mai et 6 juin 2010        | 4e de l'Isère          | Didier Migaud                                      |       | PS    | Marie-Noëlle Battistel                                         |       | PS        | Démission (nommé premier président de la cour des comptes)                  |
| 13 | 4 et 11 juillet 2010         | 10e des Yvelines       | Jean-Frédéric Poisson                              |       | UMP   | Anny Poursinoff                                                |       | Les Verts | Invalidation de l'élection partielle par le conseil constitutionnel         |

## Résultats cumulés
| Parti          | Parti                                                  | Premier tour | Premier tour | Second tour | Second tour | Sièges | Sièges   |
| Parti          | Parti                                                  | Voix         | %            | Voix        | %           | Nb.    | +/- 2007 |
| -------------- | ------------------------------------------------------ | ------------ | ------------ | ----------- | ----------- | ------ | -------- |
|                | Union pour un mouvement populaire (UMP)                | 122 187      | 35,78        | 157 253     |             | 5      | 3        |
|                | Parti socialiste (PS)                                  | 99 009       | 28,99        | 153 903     |             | 3      | 1        |
|                | Les Verts / Europe Écologie Les Verts (EELV)           | 24 239       | 7,10         | 27 908      |             | 1      | 1        |
|                | Mouvement pour la France (MPF)                         | 17 758       | 5,20         | 19 119      |             | 1      | 1        |
|                | Mouvement démocrate (MoDem)                            | 16 712       | 4,89         |             |             |        |          |
|                | Parti communiste français (PCF) / Parti de gauche (PG) | 15 004       | 4,39         |             |             |        |          |
|                | Front national (FN)                                    | 13 652       | 4,00         |             |             |        |          |
|                | Nouveau centre (NC)                                    | 9 786        | 2,87         | 11 673      |             | 1      | 1        |
|                | Divers gauche (DVG)                                    | 5 749        | 1,68         |             |             |        |          |
|                | Divers droite (DVD)                                    | 3 451        | 1,01         | 0           | 0,00        | 0      | 1        |
|                | Ligue communiste révolutionnaire (LCR)                 | 2 875        | 0,84         |             |             |        |          |
|                | Nouveau Parti anticapitaliste (NPA)                    | 1 932        | 0,57         |             |             |        |          |
|                | Extrême gauche (EXG)                                   | 1 760        | 0,52         |             |             |        |          |
|                | Chasse, pêche, nature et traditions (CPNT)             | 1 717        | 0,50         |             |             |        |          |
|                | Nissa Rebela                                           | 1 396        | 0,41         |             |             |        |          |
|                | Parti de la France (PDF)                               | 1 382        | 0,40         |             |             |        |          |
|                | Mouvement écologiste indépendant (MEI)                 | 961          | 0,28         |             |             |        |          |
|                | Mouvement républicain et citoyen (MRC)                 | 671          | 0,20         |             |             |        |          |
|                | Parti pirate (PP)                                      | 647          | 0,19         |             |             |        |          |
|                | Divers (DIV)                                           | 528          | 0,15         |             |             |        |          |
|                | Parti radical de gauche (PRG)                          | 102          | 0,03         |             |             |        |          |
|                | Parti ouvrier indépendant (POI)                        | 1            | 0,00         |             |             |        |          |
|                | Voix manquantes                                        |              |              | 11          |             |        |          |
|                |                                                        |              |              |             |             |        |          |
| Inscrits       | Inscrits                                               | 1 091 936    | 100,00       | 1 091 934   | 100,00      |        |          |
| Abstentions    | Abstentions                                            | 743 420      | 68,08        | 710 679     |             |        |          |
| Votants        | Votants                                                | 348 516      | 31,92        | 381 255     |             |        |          |
| Blancs et nuls | Blancs et nuls                                         | 6 997        | 2,01         | 11 388      |             |        |          |
| Exprimés       | Exprimés                                               | 341 519      | 97,99        | 369 867     |             |        |          |

## Élections partielles en 2007

### Huitième circonscription du Val-d'Oise
| Candidat                          | Candidat             | Parti          | Premier tour | Premier tour | Second tour | Second tour |  |
| Candidat                          | Candidat             | Parti          | Voix         | %            | Voix        | %           |  |
| --------------------------------- | -------------------- | -------------- | ------------ | ------------ | ----------- | ----------- |  |
|                                   | François Pupponi élu | PS             | 4 659        | 38,83        | 7 916       | 54,27       |  |
|                                   | Sylvie Noachovitch   | UMP            | 4 491        | 37,43        | 6 669       | 45,73       |  |
|                                   | Jean-Michel Dubois   | FN             | 896          | 7,47         |             |             |  |
|                                   | Francis Parny        | PCF            | 724          | 6,03         |             |             |  |
|                                   | Rachid Adda          | MRC            | 376          | 3,13         |             |             |  |
|                                   | Jean-Michel Cadiot   | MoDem          | 365          | 3,04         |             |             |  |
|                                   | Philippe Guegdes     | LCR            | 298          | 2,48         |             |             |  |
|                                   | Chantal Gourinel     | Les Verts      | 188          | 1,57         |             |             |  |
|                                   |                      |                |              |              |             |             |  |
| Inscrits                          | Inscrits             | Inscrits       | 48 603       | 100,00       | 48 603      | 100,00      |  |
| Abstentions                       | Abstentions          | Abstentions    | 36 421       | 74,94        | 33 695      | 69,33       |  |
| Votants                           | Votants              | Votants        | 12 182       | 25,06        | 14 908      | 30,67       |  |
| Blancs et nuls                    | Blancs et nuls       | Blancs et nuls | 185          | 1,52         | 323         | 2,17        |  |
| Exprimés                          | Exprimés             | Exprimés       | 11 997       | 98,48        | 14 585      | 97,83       |  |
| Source : Ministère de l'Intérieur |                      |                |              |              |             |             |  |

## Élections partielles en 2008

### Douzième circonscription des Hauts-de-Seine
| Candidat       | Candidat                  | Parti          | Premier tour | Premier tour | Second tour | Second tour |  |
| Candidat       | Candidat                  | Parti          | Voix         | %            | Voix        | %           |  |
| -------------- | ------------------------- | -------------- | ------------ | ------------ | ----------- | ----------- |  |
|                | Jean-Pierre Schosteck élu | UMP            | 14 731       | 44,59        | 19 775      | 51,56       |  |
|                | Philippe Kaltenbach       | PS             | 12 359       | 37,41        | 18 580      | 48,44       |  |
|                | Vincent Wehbi             | UDF–MoDem      | 2 380        | 7,2          |             |             |  |
|                | Christian Leroy           | PCF            | 1 194        | 3,61         |             |             |  |
|                | Christian Hamon           | Extrême gauche | 1 043        | 3,16         |             |             |  |
|                | Rodolphe Laisney          | FN             | 1 034        | 3,13         |             |             |  |
|                | Pascal Olivier            | Divers gauche  | 295          | 0,89         |             |             |  |
|                |                           |                |              |              |             |             |  |
| Inscrits       | Inscrits                  | Inscrits       | 85 797       | 100,00       | 85 797      | 100,00      |  |
| Abstentions    | Abstentions               | Abstentions    | 52 286       | 60,94        | 46 544      | 54,25       |  |
| Votants        | Votants                   | Votants        | 33 511       | 39,06        | 39 253      | 45,75       |  |
| Blancs et nuls | Blancs et nuls            | Blancs et nuls | 475          | 1,42         | 898         | 2,29        |  |
| Exprimés       | Exprimés                  | Exprimés       | 33 036       | 98,58        | 38 355      | 97,71       |  |

### Première circonscription d'Eure-et-Loir
| Candidat       | Candidat                   | Parti          | Premier tour | Premier tour | Second tour | Second tour |  |
| Candidat       | Candidat                   | Parti          | Voix         | %            | Voix        | %           |  |
| -------------- | -------------------------- | -------------- | ------------ | ------------ | ----------- | ----------- |  |
|                | Françoise Vallet élue      | PS             | 12 717       | 37,97        | 20 946      | 55,26       |  |
|                | Jean-Pierre Gorges sortant | UMP            | 6 790        | 36,28        | 16 958      | 44,74       |  |
|                | Éric Chevée                | MoDem          | 6 198        | 18,5         |             |             |  |
|                | Mathieu Colombier          | FN             | 1 399        | 4,18         |             |             |  |
|                | Raymond Odent              | PCF            | 1 030        | 3,08         |             |             |  |
|                |                            |                |              |              |             |             |  |
| Inscrits       | Inscrits                   | Inscrits       | 86 163       | 100,00       | 86 161      | 100,00      |  |
| Abstentions    | Abstentions                | Abstentions    | 51 974       | 60,32        | 46 658      | 54,15       |  |
| Votants        | Votants                    | Votants        | 34 189       | 39,68        | 39 503      | 45,85       |  |
| Blancs et nuls | Blancs et nuls             | Blancs et nuls | 695          | 2,03         | 1 599       | 4,05        |  |
| Exprimés       | Exprimés                   | Exprimés       | 33 494       | 97,97        | 37 904      | 95,95       |  |

### Cinquième circonscription de la Vendée
| Candidat       | Candidat               | Parti          | Premier tour | Premier tour | Second tour | Second tour |  |
| Candidat       | Candidat               | Parti          | Voix         | %            | Voix        | %           |  |
| -------------- | ---------------------- | -------------- | ------------ | ------------ | ----------- | ----------- |  |
|                | Dominique Souchet élu  | MPF            | 17 758       | 53,34        | 19 119      | 59,50       |  |
|                | Daniel David           | PS             | 10 438       | 31,35        | 13 012      | 40,50       |  |
|                | Sandra Cappi           | MoDem          | 2 481        | 7,45         |             |             |  |
|                | Philippe Terroire      | Extrême gauche | 1 760        | 5,29         |             |             |  |
|                | Jean-Marie Dieulangard | FN             | 858          | 2,58         |             |             |  |
|                |                        |                |              |              |             |             |  |
| Inscrits       | Inscrits               | Inscrits       | 79 620       | 100,00       | 79 615      | 100,00      |  |
| Abstentions    | Abstentions            | Abstentions    | 45 684       | 57,38        | 46 836      | 58,83       |  |
| Votants        | Votants                | Votants        | 33 936       | 42,62        | 32 779      | 41,17       |  |
| Blancs et nuls | Blancs et nuls         | Blancs et nuls | 641          | 1,89         | 648         | 1,98        |  |
| Exprimés       | Exprimés               | Exprimés       | 33 295       | 98,11        | 32 131      | 98,02       |  |

### Cinquième circonscription des Alpes-Maritimes
| Candidat       | Candidat                        | Parti             | Premier tour | Premier tour | Second tour | Second tour |  |
| Candidat       | Candidat                        | Parti             | Voix         | %            | Voix        | %           |  |
| -------------- | ------------------------------- | ----------------- | ------------ | ------------ | ----------- | ----------- |  |
|                | Christian Estrosi sortant réélu | UMP               | 18 511       | 61,09        | 19 865      | 69,37       |  |
|                | Paul Cuturello                  | PS                | 6 285        | 20,74        | 8 772       | 30,63       |  |
|                | Ghislain Gianno                 | PCF               | 1 682        | 5,55         |             |             |  |
|                | Bruno Ligognie                  | FN                | 1 464        | 4,83         |             |             |  |
|                | Pierre-Antoine Plaquevent       | Extrême droite    | 1 396        | 4,61         |             |             |  |
|                | Axel Hvidstein                  | Divers écologiste | 961          | 3,17         |             |             |  |
|                |                                 |                   |              |              |             |             |  |
| Inscrits       | Inscrits                        | Inscrits          | 87 509       | 100,00       | 87 503      | 100,00      |  |
| Abstentions    | Abstentions                     | Abstentions       | 56 266       | 64,3         | 57 481      | 65,69       |  |
| Votants        | Votants                         | Votants           | 31 243       | 35,7         | 30 022      | 34,31       |  |
| Blancs et nuls | Blancs et nuls                  | Blancs et nuls    | 944          | 3,02         | 1 385       | 4,61        |  |
| Exprimés       | Exprimés                        | Exprimés          | 30 299       | 96,98        | 28 637      | 95,39       |  |

### Onzième circonscription du Rhône
| Candidat       | Candidat              | Parti          | Premier tour | Premier tour | Second tour | Second tour |  |
| Candidat       | Candidat              | Parti          | Voix         | %            | Voix        | %           |  |
| -------------- | --------------------- | -------------- | ------------ | ------------ | ----------- | ----------- |  |
|                | Raymond Durand élu    | NC             | 8 932        | 41,78        | 11 673      | 51,36       |  |
|                | Jean-François Gagneur | PS             | 4 979        | 23,29        | 11 053      | 48,64       |  |
|                | Martial Passi         | PCF            | 3 275        | 15,32        |             |             |  |
|                | Roger Fréty           | Les Verts      | 1 336        | 6,25         |             |             |  |
|                | Blandine Martin       | MoDem          | 1 088        | 5,09         |             |             |  |
|                | Olivier Ramos         | FN             | 863          | 4,04         |             |             |  |
|                | Christian Castro      | LCR            | 709          | 3,32         |             |             |  |
|                | Yves-Jean Quintin     | PRG            | 102          | 0,48         |             |             |  |
|                | Simon Archipenko      | Divers         | 96           | 0,45         |             |             |  |
|                |                       |                |              |              |             |             |  |
| Inscrits       | Inscrits              | Inscrits       | 80 530       | 100,00       | 80 529      | 100,00      |  |
| Abstentions    | Abstentions           | Abstentions    | 58 765       | 72,97        | 57 174      | 71          |  |
| Votants        | Votants               | Votants        | 21 765       | 27,03        | 23 355      | 29          |  |
| Blancs et nuls | Blancs et nuls        | Blancs et nuls | 385          | 1,77         | 629         | 2,69        |  |
| Exprimés       | Exprimés              | Exprimés       | 21 380       | 98,23        | 22 726      | 97,31       |  |

### Première circonscription d'Eure-et-Loir
| Candidat       | Candidat               | Parti          | Premier tour | Premier tour | Second tour | Second tour |  |
| Candidat       | Candidat               | Parti          | Voix         | %            | Voix        | %           |  |
| -------------- | ---------------------- | -------------- | ------------ | ------------ | ----------- | ----------- |  |
|                | Jean-Pierre Gorges élu | UMP            | 11 546       | 47,76        | 13 885      | 50,94       |  |
|                | David Lebon            | PS             | 6 790        | 28,09        | 13 370      | 49,06       |  |
|                | Georges Lemoine        | diss. PS       | 3 507        | 14,51        |             |             |  |
|                | Jean-Pierre Schmitt    | FN             | 915          | 3,8          |             |             |  |
|                | Manuel Georget         | LCR            | 825          | 3,41         |             |             |  |
|                | Lionel Geollot         | PCF            | 590          | 2,44         |             |             |  |
|                | Nicole Mas             | Extrême gauche | 1            | 0            |             |             |  |
|                |                        |                |              |              |             |             |  |
| Inscrits       | Inscrits               | Inscrits       | 85 336       | 100,00       | 85 341      | 100,00      |  |
| Abstentions    | Abstentions            | Abstentions    | 60 288       | 70,65        | 57 086      | 66,89       |  |
| Votants        | Votants                | Votants        | 25 048       | 29,35        | 28 255      | 33,11       |  |
| Blancs et nuls | Blancs et nuls         | Blancs et nuls | 874          | 3,49         | 1 000       | 3,54        |  |
| Exprimés       | Exprimés               | Exprimés       | 24 174       | 96,51        | 27 255      | 96,46       |  |

### Huitième circonscription de la Gironde
| Candidat       | Candidat             | Parti          | Premier tour | Premier tour | Second tour | Second tour |  |
| Candidat       | Candidat             | Parti          | Voix         | %            | Voix        | %           |  |
| -------------- | -------------------- | -------------- | ------------ | ------------ | ----------- | ----------- |  |
|                | François Deluga élu  | PS             | 19 884       | 43,78        | 27 370      | 54,29       |  |
|                | Yves Foulon          | UMP            | 18 603       | 40,96        | 23 054      | 45,71       |  |
|                | Emmanuel Perrin      | CPNT           | 1 717        | 3,78         |             |             |  |
|                | Jacques Courmontagne | MoDem          | 1 621        | 3,57         |             |             |  |
|                | Monique Nicolas      | NPA            | 1 461        | 3,22         |             |             |  |
|                | Christian Darriet    | PCF            | 1 048        | 2,31         |             |             |  |
|                | Lydie Croizier       | FN             | 1 047        | 2,31         |             |             |  |
|                | Sébastien Jacques    | Divers         | 33           | 0,07         |             |             |  |
|                |                      |                |              |              |             |             |  |
| Inscrits       | Inscrits             | Inscrits       | 119 792      | 100,00       | 119 783     | 100,00      |  |
| Abstentions    | Abstentions          | Abstentions    | 73 343       | 61,23        | 67 815      | 56,61       |  |
| Votants        | Votants              | Votants        | 46 449       | 38,77        | 51 968      | 43,39       |  |
| Blancs et nuls | Blancs et nuls       | Blancs et nuls | 1 021        | 2,2          | 1 533       | 2,95        |  |
| Exprimés       | Exprimés             | Exprimés       | 45 428       | 97,8         | 50 435      | 97,05       |  |

### Première circonscription de la Marne
| Candidat       | Candidat              | Parti          | Premier tour | Premier tour | Second tour | Second tour |  |
| Candidat       | Candidat              | Parti          | Voix         | %            | Voix        | %           |  |
| -------------- | --------------------- | -------------- | ------------ | ------------ | ----------- | ----------- |  |
|                | Arnaud Robinet élu    | UMP            | 3 516        | 28,64        | 7 020       | 52,49       |  |
|                | Éric Quénard          | PS             | 3 444        | 28,05        | 6 355       | 47,51       |  |
|                | Francis Falala        | Divers droite  | 2 571        | 20,94        |             |             |  |
|                | Franck Noël           | MoDem          | 936          | 7,62         |             |             |  |
|                | Michel Guillaudeau    | PCF            | 541          | 4,41         |             |             |  |
|                | Jean-Jacques Michelet | NPA            | 471          | 3,84         |             |             |  |
|                | Thierry Maillard      | FN             | 375          | 3,05         |             |             |  |
|                | Corinne Beriot        | EÉLV           | 360          | 2,93         |             |             |  |
|                | Patrick Weber         | Divers gauche  | 62           | 0,51         |             |             |  |
|                |                       |                |              |              |             |             |  |
| Inscrits       | Inscrits              | Inscrits       | 56 897       | 100,00       | 56 897      | 100,00      |  |
| Abstentions    | Abstentions           | Abstentions    | 44 498       | 78,21        | 43 148      | 75,84       |  |
| Votants        | Votants               | Votants        | 12 399       | 21,79        | 13 749      | 24,16       |  |
| Blancs et nuls | Blancs et nuls        | Blancs et nuls | 123          | 0,99         | 374         | 2,72        |  |
| Exprimés       | Exprimés              | Exprimés       | 12 276       | 99,01        | 13 375      | 97,28       |  |

## Élections partielles en 2009

### Dixième circonscription des Yvelines
| Candidat       | Candidat                            | Parti          | Premier tour | Premier tour | Second tour | Second tour |  |
| Candidat       | Candidat                            | Parti          | Voix         | %            | Voix        |             |  |
| -------------- | ----------------------------------- | -------------- | ------------ | ------------ | ----------- | ----------- |  |
|                | Jean-Frédéric Poisson sortant réélu | PCD            | 9 993        | 43,93        | 12 804      | 50,01       |  |
|                | Anny Poursinoff                     | Les Verts      | 4 583        | 20,15        | 12 799      | 49,99       |  |
|                | Françoise Pelissolo                 | PS             | 2 829        | 12,44        |             |             |  |
|                | Georges-Claude Mougeot              | Divers gauche  | 2 180        | 9,58         |             |             |  |
|                | Vincent Liechti                     | FG             | 1 073        | 4,72         |             |             |  |
|                | Philippe Chevrier                   | FN             | 913          | 4,01         |             |             |  |
|                | Myriam Baeckeroot                   | Extrême droite | 701          | 3,08         |             |             |  |
|                | Maxime Rouquet                      | Pirate         | 472          | 2,08         |             |             |  |
|                |                                     |                |              |              |             |             |  |
| Inscrits       | Inscrits                            | Inscrits       | 101 998      | 100,00       | 102 005     | 100,00      |  |
| Abstentions    | Abstentions                         | Abstentions    | 78 784       | 77,24        | 75 493      | 74,01       |  |
| Votants        | Votants                             | Votants        | 23 214       | 22,76        | 26 512      | 25,99       |  |
| Blancs et nuls | Blancs et nuls                      | Blancs et nuls | 470          | 2,02         | 909         | 3,43        |  |
| Exprimés       | Exprimés                            | Exprimés       | 22 744       | 97,98        | 25 603      | 96,57       |  |

### Douzième circonscription des Yvelines
| Candidat       | Candidat            | Parti          | Premier tour | Premier tour | Second tour | Second tour |  |
| Candidat       | Candidat            | Parti          | Voix         | %            | Voix        | %           |  |
| -------------- | ------------------- | -------------- | ------------ | ------------ | ----------- | ----------- |  |
|                | David Douillet élu  | UMP            | 9 373        | 44,19        | 12 203      | 52,10       |  |
|                | Frédérik Bernard    | PS             | 4 638        | 21,87        | 11 218      | 47,90       |  |
|                | Alain Lipietz       | Les Verts      | 3 144        | 14,82        |             |             |  |
|                | Richard Bertrand    | MoDem          | 1 643        | 7,75         |             |             |  |
|                | François Delapierre | FG (PCF)       | 1 032        | 4,87         |             |             |  |
|                | Christophe Le Hot   | PDF            | 681          | 3,21         |             |             |  |
|                | Philippe Gautry     | Divers droite  | 432          | 2,04         |             |             |  |
|                | Bernard Huet        | Divers droite  | 266          | 1,25         |             |             |  |
|                |                     |                |              |              |             |             |  |
| Inscrits       | Inscrits            | Inscrits       | 71 732       | 100,00       | 71 732      | 100,00      |  |
| Abstentions    | Abstentions         | Abstentions    | 50 116       | 69,87        | 47 557      | 66,3        |  |
| Votants        | Votants             | Votants        | 21 616       | 30,13        | 24 175      | 33,7        |  |
| Blancs et nuls | Blancs et nuls      | Blancs et nuls | 407          | 1,88         | 754         | 3,12        |  |
| Exprimés       | Exprimés            | Exprimés       | 21 209       | 98,12        | 23 421      | 96,88       |  |

## Élections partielles en 2010

### Quatrième circonscription de l'Isère
| Candidat       | Candidat                    | Parti          | Premier tour | Premier tour | Second tour | Second tour |  |
| Candidat       | Candidat                    | Parti          | Voix         | %            | Voix        | %           |  |
| -------------- | --------------------------- | -------------- | ------------ | ------------ | ----------- | ----------- |  |
|                | Marie-Noëlle Battistel élue | PS             | 9 987        | 39,31        | 15 311      | 58,38       |  |
|                | Fabrice Marchiol            | UMP            | 8 364        | 32,93        | 10 916      | 41,62       |  |
|                | Anne Parlange               | EÉLV           | 3 208        | 12,63        |             |             |  |
|                | Mireille d'Ornano           | FN             | 1 881        | 7,40         |             |             |  |
|                | Laurent Jadeau              | FG (PCF)       | 1 730        | 6,81         |             |             |  |
|                | Arnaud Walther              | PLD (AC)       | 233          | 0,92         |             |             |  |
|                |                             |                |              |              |             |             |  |
| Inscrits       | Inscrits                    | Inscrits       | 86 287       | 100,00       | 86 291      | 100,00      |  |
| Abstentions    | Abstentions                 | Abstentions    | 60 527       | 70,15        | 59 427      | 68,87       |  |
| Votants        | Votants                     | Votants        | 25 760       | 29,85        | 26 864      | 31,13       |  |
| Blancs et nuls | Blancs et nuls              | Blancs et nuls | 357          | 1,39         | 637         | 2,37        |  |
| Exprimés       | Exprimés                    | Exprimés       | 25 403       | 98,61        | 26 227      | 97,63       |  |

### Dixième circonscription des Yvelines
| Candidat       | Candidat                      | Parti                | Premier tour | Premier tour | Second tour | Second tour |  |
| Candidat       | Candidat                      | Parti                | Voix         | %            | Voix        | %           |  |
| -------------- | ----------------------------- | -------------------- | ------------ | ------------ | ----------- | ----------- |  |
|                | Anny Poursinoff élue          | EÉLV (PS)            | 11 420       | 42,62        | 15 109      | 51,72       |  |
|                | Jean-Frédéric Poisson sortant | PCD (UMP, MPF, CNIP) | 10 909       | 40,71        | 14 104      | 48,28       |  |
|                | Philippe Chevrier             | FN                   | 2 004        | 7,48         |             |             |  |
|                | Vincent Liechti               | FG                   | 1 085        | 4,05         |             |             |  |
|                | Michel Finck                  | NC                   | 854          | 3,19         |             |             |  |
|                | Guillaume Sebileau            | Divers               | 348          | 1,30         |             |             |  |
|                | Maxime Rouquet                | Pirate               | 178          | 0,66         |             |             |  |
|                |                               |                      |              |              |             |             |  |
| Inscrits       | Inscrits                      | Inscrits             | 101 682      | 100,00       | 101 677     | 100,00      |  |
| Abstentions    | Abstentions                   | Abstentions          | 74 478       | 73,25        | 71 765      | 70,58       |  |
| Votants        | Votants                       | Votants              | 27 204       | 26,75        | 29 912      | 29,42       |  |
| Blancs et nuls | Blancs et nuls                | Blancs et nuls       | 406          | 1,49         | 699         | 2,34        |  |
| Exprimés       | Exprimés                      | Exprimés             | 26 798       | 98,51        | 29 213      | 97,66       |  |